# Monika Siecińska-Jaworowska
Monika Siecińska-Jaworowska (ur. 1973) – polska menedżer, prezes Suempol.

## Życiorys
Absolwentka germanistyki na Katolickim Uniwersytecie Lubelskim w Lublinie. Z firmą rodzinną Suempol związana od jej założenia w 1989 roku. W 2002 przejęła kierownictwo firmy. 
Monika Siecińska-Jaworowska angażuje się także w działalność charytatywną i wspiera inicjatywy kulturalne. W 2024 roku wzięła udział w projekcie "50 Osobistości Biznesu", z którego dochód został przeznaczony na rzecz Fundacji Rozwoju Kardiochirurgii im. prof. Zbigniewa Religi. 

## Nagrody i wyróżnienia
- Nagroda specjalna – Przedsiębiorca Roku EY (2014)[2],
- laureatka tytułu Wybitny Agroprzedsiębiorca RP (2017).
- Złoty Krzyż Zasługi (2018) – za zasługi w działalności na rzecz rozwoju rynków rolnych oraz działalność społeczną[3].